# دانوتا رین
دانوتا رین (لهستانی: Danuta Rinn؛ ۱۷ ژوئیهٔ ۱۹۳۶ – ۱۹ دسامبر ۲۰۰۶) موسیقی‌دان، خواننده و بازیگر اهل لهستان بود. وی بین سال‌های ۱۹۶۳ تا ۲۰۰۶ میلادی فعالیت می‌کرد.
دانوتا رین در دو فیلم مختلف به کارگردانی کشیشتف زانوسی و یاتسک برومسکی بازی کرده‌است. او مادر بزرگ کینگا روشین است.
از فیلم‌ها یا مجموعه‌های تلویزیونی که وی در آن‌ها نقش داشته‌است، می‌توان به ترازنامه سه‌ماهه اشاره نمود.
وی در گورستان پوونسکوفسکی دفن شده‌است.